# Tour d'Antalya 2019
La 2e édition du Tour d'Antalya a eu lieu du 21 au 24 février 2019. Elle fait partie du calendrier UCI Europe Tour 2019 en catégorie 2.2. 

## Étapes
Ce Tour d'Antalya se court en quatre étapes.
| Étape     | Date    | Villes étapes            | type                      | Distance (km) | Vainqueur d'étape    | Leader du classement général |
| --------- | ------- | ------------------------ | ------------------------- | ------------- | -------------------- | ---------------------------- |
| 1re étape | 21 fév. | canyon Köprülü – Antalya | étape vallonnée           | 140,9         | Mathieu van der Poel | Mathieu van der Poel         |
| 2e étape  | 22 fév. | Antalya – Antalya        | étape de plaine           | 111           | Bas van der Kooij    | Bas van der Kooij            |
| 3e étape  | 23 fév. | Pergé – Termessos        | étape de moyenne montagne | 91,8          | Szymon Rekita        | Szymon Rekita                |
| 4e étape  | 24 fév. | Sidé – Antalya           | étape de plaine           | 157           | Roy Jans             | Szymon Rekita                |

## Déroulement de la course

### 1reétape
| \| Classement de l'étape \| Classement de l'étape \| Classement de l'étape \| Classement de l'étape \| Classement de l'étape \| \| Coureur \| Coureur \| Pays \| Équipe \| Temps \| \| --------------------- \| --------------------- \| --------------------- \| -------------------------- \| --------------------- \| \| 1er \| Mathieu van der Poel \| Pays-Bas \| Corendon-Circus \| 3 h 26 min 45 s \| \| 2e \| Dušan Rajović \| Serbie \| Adria Mobil \| + 0 s \| \| 3e \| Bas van der Kooij \| Pays-Bas \| Monkey Town-À Bloc CT \| + 0 s \| \| 4e \| Giovanni Lonardi \| Italie \| Nippo-Vini Fantini-Faizanè \| + 0 s \| \| 5e \| Michele Gazzoli \| Italie \| Kometa \| + 0 s \| \| 6e \| Nicolas Dalla Valle \| Italie \| Tirol KTM Cycling Team \| + 0 s \| \| 7e \| Gabriel Cullaigh \| Royaume-Uni \| Team Wiggins Le Col \| + 0 s \| \| 8e \| Michał Paluta \| Pologne \| CCC Development \| + 0 s \| \| 9e \| Aaron Grosser \| Allemagne \| Bike Aid \| + 0 s \| \| 10e \| Alexander Krieger \| Allemagne \| Leopard Pro Cycling \| + 0 s \| |                      |             |                            |                 |
| |                      |             |                            |                 |
| Source : ProCyclingStats |                      |             |                            |                 |
| Classement de l'étape |                      |             |                            |                 |
| Coureur | Coureur              | Pays        | Équipe                     | Temps           |
| 1er | Mathieu van der Poel | Pays-Bas    | Corendon-Circus            | 3 h 26 min 45 s |
| 2e | Dušan Rajović        | Serbie      | Adria Mobil                | + 0 s           |
| 3e | Bas van der Kooij    | Pays-Bas    | Monkey Town-À Bloc CT      | + 0 s           |
| 4e | Giovanni Lonardi     | Italie      | Nippo-Vini Fantini-Faizanè | + 0 s           |
| 5e | Michele Gazzoli      | Italie      | Kometa                     | + 0 s           |
| 6e | Nicolas Dalla Valle  | Italie      | Tirol KTM Cycling Team     | + 0 s           |
| 7e | Gabriel Cullaigh     | Royaume-Uni | Team Wiggins Le Col        | + 0 s           |
| 8e | Michał Paluta        | Pologne     | CCC Development            | + 0 s           |
| 9e | Aaron Grosser        | Allemagne   | Bike Aid                   | + 0 s           |
| 10e | Alexander Krieger    | Allemagne   | Leopard Pro Cycling        | + 0 s           |

| \| Classement général \| Classement général \| Classement général \| Classement général \| Classement général \| \| Coureur \| Coureur \| Pays \| Équipe \| Temps \| \| ------------------ \| -------------------- \| ------------------ \| -------------------------- \| ------------------ \| \| 1er \| Mathieu van der Poel \| Pays-Bas \| Corendon-Circus \| 3 h 26 min 35 s \| \| 2e \| Dušan Rajović \| Serbie \| Adria Mobil \| + 4 s \| \| 3e \| Bas van der Kooij \| Pays-Bas \| Monkey Town-À Bloc CT \| + 6 s \| \| 4e \| Dries De Bondt \| Belgique \| Corendon-Circus \| + 8 s \| \| 5e \| Giovanni Lonardi \| Italie \| Nippo-Vini Fantini-Faizanè \| + 10 s \| \| 6e \| Michele Gazzoli \| Italie \| Kometa \| + 10 s \| \| 7e \| Nicolas Dalla Valle \| Italie \| Tirol KTM Cycling Team \| + 10 s \| \| 8e \| Gabriel Cullaigh \| Royaume-Uni \| Team Wiggins Le Col \| + 10 s \| \| 9e \| Michał Paluta \| Pologne \| CCC Development \| + 10 s \| \| 10e \| Aaron Grosser \| Allemagne \| Bike Aid \| + 10 s \| |                      |             |                            |                 |
| |                      |             |                            |                 |
| Source : ProCyclingStats |                      |             |                            |                 |
| Classement général |                      |             |                            |                 |
| Coureur | Coureur              | Pays        | Équipe                     | Temps           |
| 1er | Mathieu van der Poel | Pays-Bas    | Corendon-Circus            | 3 h 26 min 35 s |
| 2e | Dušan Rajović        | Serbie      | Adria Mobil                | + 4 s           |
| 3e | Bas van der Kooij    | Pays-Bas    | Monkey Town-À Bloc CT      | + 6 s           |
| 4e | Dries De Bondt       | Belgique    | Corendon-Circus            | + 8 s           |
| 5e | Giovanni Lonardi     | Italie      | Nippo-Vini Fantini-Faizanè | + 10 s          |
| 6e | Michele Gazzoli      | Italie      | Kometa                     | + 10 s          |
| 7e | Nicolas Dalla Valle  | Italie      | Tirol KTM Cycling Team     | + 10 s          |
| 8e | Gabriel Cullaigh     | Royaume-Uni | Team Wiggins Le Col        | + 10 s          |
| 9e | Michał Paluta        | Pologne     | CCC Development            | + 10 s          |
| 10e | Aaron Grosser        | Allemagne   | Bike Aid                   | + 10 s          |

### 2eétape
| \| Classement de l'étape \| Classement de l'étape \| Classement de l'étape \| Classement de l'étape \| Classement de l'étape \| \| Coureur \| Coureur \| Pays \| Équipe \| Temps \| \| --------------------- \| --------------------- \| --------------------- \| -------------------------- \| --------------------- \| \| 1er \| Bas van der Kooij \| Pays-Bas \| Monkey Town-À Bloc CT \| 2 h 30 min 15 s \| \| 2e \| Roy Jans \| Belgique \| Corendon-Circus \| + 0 s \| \| 3e \| Giovanni Lonardi \| Italie \| Nippo-Vini Fantini-Faizanè \| + 0 s \| \| 4e \| Lucas Carstensen \| Allemagne \| Bike Aid \| + 0 s \| \| 5e \| Alexander Krieger \| Allemagne \| Leopard Pro Cycling \| + 0 s \| \| 6e \| Riccardo Minali \| Italie \| Israel Cycling Academy \| + 0 s \| \| 7e \| Maksim Piskunov \| Russie \| Marathon-Tula \| + 0 s \| \| 8e \| Robert Scott \| Royaume-Uni \| Team Wiggins Le Col \| + 0 s \| \| 9e \| Tobias Bayer \| Autriche \| Tirol KTM Cycling Team \| + 0 s \| \| 10e \| Juan Camacho \| Espagne \| Kometa \| + 0 s \| |                   |             |                            |                 |
| |                   |             |                            |                 |
| Source : ProCyclingStats |                   |             |                            |                 |
| Classement de l'étape |                   |             |                            |                 |
| Coureur | Coureur           | Pays        | Équipe                     | Temps           |
| 1er | Bas van der Kooij | Pays-Bas    | Monkey Town-À Bloc CT      | 2 h 30 min 15 s |
| 2e | Roy Jans          | Belgique    | Corendon-Circus            | + 0 s           |
| 3e | Giovanni Lonardi  | Italie      | Nippo-Vini Fantini-Faizanè | + 0 s           |
| 4e | Lucas Carstensen  | Allemagne   | Bike Aid                   | + 0 s           |
| 5e | Alexander Krieger | Allemagne   | Leopard Pro Cycling        | + 0 s           |
| 6e | Riccardo Minali   | Italie      | Israel Cycling Academy     | + 0 s           |
| 7e | Maksim Piskunov   | Russie      | Marathon-Tula              | + 0 s           |
| 8e | Robert Scott      | Royaume-Uni | Team Wiggins Le Col        | + 0 s           |
| 9e | Tobias Bayer      | Autriche    | Tirol KTM Cycling Team     | + 0 s           |
| 10e | Juan Camacho      | Espagne     | Kometa                     | + 0 s           |

| \| Classement général \| Classement général \| Classement général \| Classement général \| Classement général \| \| Coureur \| Coureur \| Pays \| Équipe \| Temps \| \| ------------------ \| -------------------- \| ------------------ \| -------------------------- \| ------------------ \| \| 1er \| Bas van der Kooij \| Pays-Bas \| Monkey Town-À Bloc CT \| 5 h 56 min 46 s \| \| 2e \| Mathieu van der Poel \| Pays-Bas \| Corendon-Circus \| + 4 s \| \| 3e \| Dušan Rajović \| Serbie \| Adria Mobil \| + 8 s \| \| 4e \| Roy Jans \| Belgique \| Corendon-Circus \| + 8 s \| \| 5e \| Giovanni Lonardi \| Italie \| Nippo-Vini Fantini-Faizanè \| + 10 s \| \| 6e \| Gaëtan Pons \| Luxembourg \| Leopard Pro Cycling \| + 11 s \| \| 7e \| Dries De Bondt \| Belgique \| Corendon-Circus \| + 12 s \| \| 8e \| Alexander Krieger \| Allemagne \| Leopard Pro Cycling \| + 14 s \| \| 9e \| Lucas Carstensen \| Allemagne \| Bike Aid \| + 14 s \| \| 10e \| Robert Scott \| Royaume-Uni \| Team Wiggins Le Col \| + 14 s \| |                      |             |                            |                 |
| |                      |             |                            |                 |
| Source : ProCyclingStats |                      |             |                            |                 |
| Classement général |                      |             |                            |                 |
| Coureur | Coureur              | Pays        | Équipe                     | Temps           |
| 1er | Bas van der Kooij    | Pays-Bas    | Monkey Town-À Bloc CT      | 5 h 56 min 46 s |
| 2e | Mathieu van der Poel | Pays-Bas    | Corendon-Circus            | + 4 s           |
| 3e | Dušan Rajović        | Serbie      | Adria Mobil                | + 8 s           |
| 4e | Roy Jans             | Belgique    | Corendon-Circus            | + 8 s           |
| 5e | Giovanni Lonardi     | Italie      | Nippo-Vini Fantini-Faizanè | + 10 s          |
| 6e | Gaëtan Pons          | Luxembourg  | Leopard Pro Cycling        | + 11 s          |
| 7e | Dries De Bondt       | Belgique    | Corendon-Circus            | + 12 s          |
| 8e | Alexander Krieger    | Allemagne   | Leopard Pro Cycling        | + 14 s          |
| 9e | Lucas Carstensen     | Allemagne   | Bike Aid                   | + 14 s          |
| 10e | Robert Scott         | Royaume-Uni | Team Wiggins Le Col        | + 14 s          |

### 3eétape
| \| Classement de l'étape \| Classement de l'étape \| Classement de l'étape \| Classement de l'étape \| Classement de l'étape \| \| Coureur \| Coureur \| Pays \| Équipe \| Temps \| \| --------------------- \| --------------------- \| --------------------- \| -------------------------- \| --------------------- \| \| 1er \| Szymon Rekita \| Pologne \| Leopard Pro Cycling \| 2 h 10 min 40 s \| \| 2e \| Juan Pedro López \| Espagne \| Kometa \| + 8 s \| \| 3e \| Rubén Plaza \| Espagne \| Israel Cycling Academy \| + 8 s \| \| 4e \| Branislau Samoilau \| Biélorussie \| Minsk Cycling Club \| + 17 s \| \| 5e \| Attila Valter \| Hongrie \| CCC Development \| + 19 s \| \| 6e \| Conor Dunne \| Irlande \| Israel Cycling Academy \| + 21 s \| \| 7e \| Giovanni Lonardi \| Italie \| Nippo-Vini Fantini-Faizanè \| + 21 s \| \| 8e \| Stefano Oldani \| Italie \| Kometa \| + 21 s \| \| 9e \| Radoslav Rogina \| Croatie \| Adria Mobil \| + 23 s \| \| 10e \| Georg Zimmermann \| Allemagne \| Tirol KTM Cycling Team \| + 26 s \| |                    |             |                            |                 |
| |                    |             |                            |                 |
| Source : ProCyclingStats |                    |             |                            |                 |
| Classement de l'étape |                    |             |                            |                 |
| Coureur | Coureur            | Pays        | Équipe                     | Temps           |
| 1er | Szymon Rekita      | Pologne     | Leopard Pro Cycling        | 2 h 10 min 40 s |
| 2e | Juan Pedro López   | Espagne     | Kometa                     | + 8 s           |
| 3e | Rubén Plaza        | Espagne     | Israel Cycling Academy     | + 8 s           |
| 4e | Branislau Samoilau | Biélorussie | Minsk Cycling Club         | + 17 s          |
| 5e | Attila Valter      | Hongrie     | CCC Development            | + 19 s          |
| 6e | Conor Dunne        | Irlande     | Israel Cycling Academy     | + 21 s          |
| 7e | Giovanni Lonardi   | Italie      | Nippo-Vini Fantini-Faizanè | + 21 s          |
| 8e | Stefano Oldani     | Italie      | Kometa                     | + 21 s          |
| 9e | Radoslav Rogina    | Croatie     | Adria Mobil                | + 23 s          |
| 10e | Georg Zimmermann   | Allemagne   | Tirol KTM Cycling Team     | + 26 s          |

| \| Classement général \| Classement général \| Classement général \| Classement général \| Classement général \| \| Coureur \| Coureur \| Pays \| Équipe \| Temps \| \| ------------------ \| ------------------ \| ------------------ \| -------------------------- \| ------------------ \| \| 1er \| Szymon Rekita \| Pologne \| Leopard Pro Cycling \| 8 h 07 min 48 s \| \| 2e \| Giovanni Lonardi \| Italie \| Nippo-Vini Fantini-Faizanè \| + 9 s \| \| 3e \| Attila Valter \| Hongrie \| CCC Development \| + 11 s \| \| 4e \| Juan Pedro López \| Espagne \| Kometa \| + 12 s \| \| 5e \| Conor Dunne \| Irlande \| Israel Cycling Academy \| + 13 s \| \| 6e \| Rubén Plaza \| Espagne \| Israel Cycling Academy \| + 14 s \| \| 7e \| Radoslav Rogina \| Croatie \| Adria Mobil \| + 15 s \| \| 8e \| Georg Zimmermann \| Allemagne \| Tirol KTM Cycling Team \| + 18 s \| \| 9e \| Stephan Rabitsch \| Autriche \| Felbermayr Simplon Wels \| + 21 s \| \| 10e \| Otto Vergaerde \| Belgique \| Corendon-Circus \| + 30 s \| |                  |           |                            |                 |
| |                  |           |                            |                 |
| Source : ProCyclingStats |                  |           |                            |                 |
| Classement général |                  |           |                            |                 |
| Coureur | Coureur          | Pays      | Équipe                     | Temps           |
| 1er | Szymon Rekita    | Pologne   | Leopard Pro Cycling        | 8 h 07 min 48 s |
| 2e | Giovanni Lonardi | Italie    | Nippo-Vini Fantini-Faizanè | + 9 s           |
| 3e | Attila Valter    | Hongrie   | CCC Development            | + 11 s          |
| 4e | Juan Pedro López | Espagne   | Kometa                     | + 12 s          |
| 5e | Conor Dunne      | Irlande   | Israel Cycling Academy     | + 13 s          |
| 6e | Rubén Plaza      | Espagne   | Israel Cycling Academy     | + 14 s          |
| 7e | Radoslav Rogina  | Croatie   | Adria Mobil                | + 15 s          |
| 8e | Georg Zimmermann | Allemagne | Tirol KTM Cycling Team     | + 18 s          |
| 9e | Stephan Rabitsch | Autriche  | Felbermayr Simplon Wels    | + 21 s          |
| 10e | Otto Vergaerde   | Belgique  | Corendon-Circus            | + 30 s          |

### 4eétape
| \| Classement de l'étape \| Classement de l'étape \| Classement de l'étape \| Classement de l'étape \| Classement de l'étape \| \| Coureur \| Coureur \| Pays \| Équipe \| Temps \| \| --------------------- \| --------------------- \| --------------------- \| -------------------------- \| --------------------- \| \| 1er \| Roy Jans \| Belgique \| Corendon-Circus \| 3 h 26 min 21 s \| \| 2e \| Giovanni Lonardi \| Italie \| Nippo-Vini Fantini-Faizanè \| + 0 s \| \| 3e \| Bas van der Kooij \| Pays-Bas \| Monkey Town-À Bloc CT \| + 0 s \| \| 4e \| Riccardo Minali \| Italie \| Israel Cycling Academy \| + 0 s \| \| 5e \| Stefano Oldani \| Italie \| Kometa \| + 0 s \| \| 6e \| Davide Colnaghi \| Italie \| Team Named Rocked \| + 0 s \| \| 7e \| Lucas Carstensen \| Allemagne \| Bike Aid \| + 0 s \| \| 8e \| Gabriel Cullaigh \| Royaume-Uni \| Team Wiggins Le Col \| + 0 s \| \| 9e \| Patryk Stosz \| Pologne \| CCC Development \| + 0 s \| \| 10e \| Maksim Piskunov \| Russie \| Russie \| + 0 s \| |                   |             |                            |                 |
| |                   |             |                            |                 |
| Source : ProCyclingStats |                   |             |                            |                 |
| Classement de l'étape |                   |             |                            |                 |
| Coureur | Coureur           | Pays        | Équipe                     | Temps           |
| 1er | Roy Jans          | Belgique    | Corendon-Circus            | 3 h 26 min 21 s |
| 2e | Giovanni Lonardi  | Italie      | Nippo-Vini Fantini-Faizanè | + 0 s           |
| 3e | Bas van der Kooij | Pays-Bas    | Monkey Town-À Bloc CT      | + 0 s           |
| 4e | Riccardo Minali   | Italie      | Israel Cycling Academy     | + 0 s           |
| 5e | Stefano Oldani    | Italie      | Kometa                     | + 0 s           |
| 6e | Davide Colnaghi   | Italie      | Team Named Rocked          | + 0 s           |
| 7e | Lucas Carstensen  | Allemagne   | Bike Aid                   | + 0 s           |
| 8e | Gabriel Cullaigh  | Royaume-Uni | Team Wiggins Le Col        | + 0 s           |
| 9e | Patryk Stosz      | Pologne     | CCC Development            | + 0 s           |
| 10e | Maksim Piskunov   | Russie      | Russie                     | + 0 s           |

## Classements finals

### Classement général final
| \| Classement général \| Classement général \| Classement général \| Classement général \| Classement général \| \| Coureur \| Coureur \| Pays \| Équipe \| Temps \| \| ------------------ \| ------------------ \| ------------------ \| -------------------------- \| ------------------ \| \| 1er \| Szymon Rekita \| Pologne \| Leopard Pro Cycling \| 11 h 34 min 09 s \| \| 2e \| Giovanni Lonardi \| Italie \| Nippo-Vini Fantini-Faizanè \| + 3 s \| \| 3e \| Attila Valter \| Hongrie \| CCC Development \| + 11 s \| \| 4e \| Juan Pedro López \| Espagne \| Kometa \| + 12 s \| \| 5e \| Conor Dunne \| Irlande \| Israel Cycling Academy \| + 13 s \| \| 6e \| Rubén Plaza \| Espagne \| Israel Cycling Academy \| + 14 s \| \| 7e \| Radoslav Rogina \| Croatie \| Adria Mobil \| + 15 s \| \| 8e \| Georg Zimmermann \| Allemagne \| Tirol KTM Cycling Team \| + 18 s \| \| 9e \| Stephan Rabitsch \| Autriche \| Felbermayr Simplon Wels \| + 21 s \| \| 10e \| Otto Vergaerde \| Belgique \| Corendon-Circus \| + 30 s \| |                  |           |                            |                  |
| |                  |           |                            |                  |
| Source : ProCyclingStats |                  |           |                            |                  |
| Classement général |                  |           |                            |                  |
| Coureur | Coureur          | Pays      | Équipe                     | Temps            |
| 1er | Szymon Rekita    | Pologne   | Leopard Pro Cycling        | 11 h 34 min 09 s |
| 2e | Giovanni Lonardi | Italie    | Nippo-Vini Fantini-Faizanè | + 3 s            |
| 3e | Attila Valter    | Hongrie   | CCC Development            | + 11 s           |
| 4e | Juan Pedro López | Espagne   | Kometa                     | + 12 s           |
| 5e | Conor Dunne      | Irlande   | Israel Cycling Academy     | + 13 s           |
| 6e | Rubén Plaza      | Espagne   | Israel Cycling Academy     | + 14 s           |
| 7e | Radoslav Rogina  | Croatie   | Adria Mobil                | + 15 s           |
| 8e | Georg Zimmermann | Allemagne | Tirol KTM Cycling Team     | + 18 s           |
| 9e | Stephan Rabitsch | Autriche  | Felbermayr Simplon Wels    | + 21 s           |
| 10e | Otto Vergaerde   | Belgique  | Corendon-Circus            | + 30 s           |

### Classements annexes

#### Classement par points
| Classement par points | Classement par points | Classement par points | Classement par points      | Classement par points |
| Coureur               | Coureur               | Pays                  | Équipe                     | Points                |
| --------------------- | --------------------- | --------------------- | -------------------------- | --------------------- |
| 1er                   | Bas van der Kooij     | Pays-Bas              | Monkey Town-À Bloc CT      | 14 pts                |
| 2e                    | Roy Jans              | Belgique              | Corendon-Circus            | 9 pts                 |
| 3e                    | Giovanni Lonardi      | Italie                | Nippo-Vini Fantini-Faizanè | 9 pts                 |
| 4e                    | James Fouché          | Nouvelle-Zélande      | Team Wiggins Le Col        | 7 pts                 |
| 5e                    | Szymon Rekita         | Pologne               | Leopard Pro Cycling        | 5 pts                 |
| 6e                    | Mathieu van der Poel  | Pays-Bas              | Corendon-Circus            | 5 pts                 |
| 7e                    | Juan Pedro López      | Espagne               | Kometa                     | 4 pts                 |
| 8e                    | Dries De Bondt        | Belgique              | Corendon-Circus            | 4 pts                 |
| 9e                    | Dušan Rajović         | Serbie                | Adria Mobil                | 4 pts                 |
| 10e                   | Rubén Plaza           | Espagne               | Israel Cycling Academy     | 3 pts                 |

#### Classement du meilleur grimpeur
| Classement de la montagne | Classement de la montagne | Classement de la montagne | Classement de la montagne | Classement de la montagne |
| Coureur                   | Coureur                   | Pays                      | Équipe                    | Points                    |
| ------------------------- | ------------------------- | ------------------------- | ------------------------- | ------------------------- |
| 1er                       | James Fouché              | Nouvelle-Zélande          | Team Wiggins Le Col       | 6 pts                     |
| 2e                        | Szymon Rekita             | Pologne                   | Leopard Pro Cycling       | 5 pts                     |
| 3e                        | Juan Pedro López          | Espagne                   | Kometa                    | 4 pts                     |
| 4e                        | Rubén Plaza               | Espagne                   | Israel Cycling Academy    | 3 pts                     |
| 5e                        | Branislau Samoilau        | Biélorussie               | Minsk Cycling Club        | 2 pts                     |
| 6e                        | Attila Valter             | Hongrie                   | CCC Development           | 1 pt                      |
| 7e                        | Georg Zimmermann          | Allemagne                 | Tirol KTM Cycling Team    | 1 pt                      |
| 8e                        | Stijn Devolder            | Belgique                  | Corendon-Circus           | 1 pt                      |
| 9e                        | Sebastian Kolze Changizi  | Danemark                  | Danemark                  | 1 pt                      |

#### Classement du meilleur jeune
| Classement du meilleur jeune | Classement du meilleur jeune | Classement du meilleur jeune | Classement du meilleur jeune | Classement du meilleur jeune |
| Coureur                      | Coureur                      | Pays                         | Équipe                       | Temps                        |
| ---------------------------- | ---------------------------- | ---------------------------- | ---------------------------- | ---------------------------- |

#### Classement par équipes
| Classement par équipes | Classement par équipes     | Classement par équipes | Classement par équipes |
| Équipe                 | Équipe                     | Pays                   | Temps                  |
| ---------------------- | -------------------------- | ---------------------- | ---------------------- |
| 1re                    | Leopard                    | Luxembourg             | 34 h 43 min 30 s       |
| 2e                     | Kometa                     | Espagne                | + 11 s                 |
| 3e                     | Nippo Vini Fantini Faizanè | Italie                 | + 1 min 19 s           |
| 4e                     | Team Wiggins Le Col        | Royaume-Uni            | + 2 min 05 s           |
| 5e                     | Bike Aid                   | Allemagne              | + 2 min 09 s           |
| 6e                     | CCC Development Team       | Pologne                | + 2 min 28 s           |
| 7e                     | Astana City                | Kazakhstan             | + 3 min 03 s           |
| 8e                     | Tirol KTM Cycling Team     | Autriche               | + 3 min 32 s           |
| 9e                     | Vino-Astana Motors         | Kazakhstan             | + 4 min 11 s           |
| 10e                    | Monkey Town-à Bloc CT      | Pays-Bas               | + 4 min 12 s           |

### Classements UCI
La course attribue aux coureurs le même nombre des points pour l'UCI Europe Tour 2019 et le Classement mondial UCI.
| Position           | 1er | 2e | 3e | 4e | 5e | 6e | 7e | 8e à 10e |  |  |  |  |  |  |  |  |  |
| Classement général | 40  | 30 | 25 | 20 | 15 | 10 | 5  | 3        |  |  |  |  |  |  |  |  |  |
| Par étape          | 7   | 3  | 1  |    |    |    |    |          |  |  |  |  |  |  |  |  |  |
| Leader, par étape  | 1   |    |    |    |    |    |    |          |  |  |  |  |  |  |  |  |  |